# Outorelo (Junquera de Ambía)
Outorelo (llamado oficialmente Outerelo) es un caserío español situado en la parroquia de Armariz, del municipio de Junquera de Ambía, en la provincia de Orense, Galicia.

## Demografía
| Gráfica de evolución demográfica de Outorelo entre 2000 y 2022 |
|                                                                |
| Datos según el nomenclátor publicado por el INE.               |